# 克倫衝突
克倫衝突是緬甸克倫邦的武裝衝突。這是緬甸軍政府與各少數民族群體之間內部衝突的一部分。自1949年以來，克倫族民族主義者一直在為建立一個名為哥都礼的獨立國家而戰。克倫民族聯盟及其克倫民族解放軍是最著名的克倫叛亂組織。 數十萬平民因衝突而流離失所，其中許多人逃往鄰國泰國並在難民營中生存。